# Céline Gorget
Céline Gorget est une comédienne et auteure, née à Orléans (Loiret).

## Biographie
Après des années de travail comme comédienne en déambulation théâtrales, notamment dans les hôpitaux généraux et psychiatriques, elle est choisie en 2003 par l'ex APCVL (Atelier de Production Centre Val de Loire) appelé aujourd'hui Centre Images, pour assurer la régie d'une rencontre entre 12 artistes du spectacle vivant de Région Centre et deux réalisateurs de cinéma : Stéphane Brizé en réalisateur principal et Emmanuelle Cuau.
Stéphane Brizé demande à Céline de participer à cette rencontre en tant que comédienne.
De ce travail collectif naît le film Entre adultes sorti le 28 février 2007, réalisé par Stéphane Brizé, produit par Claude Lelouch, dans lequel elle interprète le rôle de Louise, la prostituée.
Après cette aventure cinématographique, Christian Bonnet, réalisateur, demande à Céline en mai 2007 de jouer le rôle de Mathilde Pessoa dans la série Boulevard du Palais épisode « la Geôle », diffusé en mai 2008 sur France 2.
Entre 2007 et 2009, elle joue en région et à Paris  un spectacle qu'elle a écrit, intitulé Frida et Antonio fêtent leurs noces de coquelicot.
Après 3 années passées en Australie, notamment à travailler avec le sculpteur DUME (voir article Terres de Loire), elle redémarre en 2012 un spectacle en mots et en chansons intitulé "La Tonkinoise", un one woman show écrit également par elle.
Elle participe aussi à des opérations artistiques de l'association d'intérêt général NEST ONE.
En 2018, elle produit également sous le label ROUTE55PROD un album rock pop d'un artiste auteur compositeur interprète, MANU LORCAT, qui fera la première partie d'un concert de MURRAY HEAD et un duo remarqué avec ce dernier
Cet album intitulé « Décollement de Routine » comprend 12 titres dont un titre "Tout au Bout de l'Autor" écrit par Pierre Billon, ex manager de Johnny Hallyday. Les arrangements sont signés Régis Savigny, et rappellent les grandes années du bon rock variété des années 1970.
Un autre titre de l'album "Le Géant aux Pieds d'Argile" a été écrit en hommage à Johnny Hallyday, de son vivant.